# Смэш (телесериал)
«Смэш» (англ. Smash, в русском переводе известен под названиями «Успех» и «Жизнь как шоу») — американский телесериал, выходивший на канале NBC с 6 февраля 2012 по 26 мая 2013 года. Номинация на премию «Золотой глобус-2013» в категории «Лучший сериал — комедия или мюзикл», премия «Эмми-2012» за «Лучшую хореографию».

## Сюжет
Первый сезон рассказывает об участниках постановки бродвейского мюзикла «Бомба» на основе жизни Мэрилин Монро.
Сюжет второго сезона вращается вокруг конкуренции между «Бомбой» и новым проектом «Хит-лист».

## Актёры и персонажи

### Главные герои
- Джулия Хьюстон (Дебра Мессинг) — драматург и поэт-песенник, автор мюзикла «Бомба»
- Том Левитт (Кристиан Борль) — композитор, соавтор, позже — режиссёр «Бомбы»
- Дерек Уиллс (Джек Дэвенпорт) — бродвейский режиссёр, постановщик «Бомбы», позже — постановщик мюзикла «Хит-лист»
- Эйлин Рэнд (Анжелика Хьюстон) — продюсер мюзикла «Бомба»
- Карен Картрайт (Кэтрин Макфи) — актриса и певица, претендентка на роль Мэрилин, позже — исполнительница главной роли в «Хит-листе».
- Айви Линн (Меган Хилти) — актриса и певица, претендентка на роль Мэрилин
- Эллис Бойд (Джейми Сеперо) — ассистент, мечтающий стать театральным продюсером
- Дэв Сундрам (Раза Джаффри) — бойфренд Карен
- Фрэнк Хьюстон (Брайан Д'Арси Джеймс) — муж Джулии
- Сэм Стриклэнд (Лесли Одом-младший) — актёр и певец, близкий друг Айви
- Джимми Коллинз (Джереми Джордан) — автор песен мюзикла «Хит-лист»
- Кайл Бишоп (Энди Миентус) — автор мюзикла «Хит-лист», лучший друг Джимми
- Ана Варгас (Криста Родригес) — актриса и певица, подруга Карен

### Второстепенные персонажи
- Линда (Энн Харада) — ассистент режиссёра «Бомбы»
- Джерри Рэнд (Майкл Кристофер) — бывший муж Эйлин, бродвейский продюсер
- Ник Фелдер (Торстен Кэй) — владелец бара, инвестор мюзикла, бойфренд Эйлин
- Лео Хьюстон (Эмори Коэн) — сын Джулии и Фрэнка
- Майкл Свифт (Уилл Чейз) — бродвейский актёр и певец, любовник Джулии
- Моника Свифт (Мишель Федерер) — жена Майкла
- Джон Гудвин (Нил Бледсо) — адвокат, бойфренд Тома
- Бобби (Уэсли Тэйлор) — член ансамбля «Бомбы»
- Деннис (Филип Спает) — член ансамбля «Бомбы»
- Джессика (Саванна Вайс) — член ансамбля «Бомбы»
- Сью (Дженни Ларош) — член ансамбля «Бомбы»
- Эр Джей (Тала Эш) — коллега Дэва
- Синтия Моран (Кондола Рашад) — член ансамбля «Бомбы»
- Дейзи Паркер (Мара Дави) — актриса, член ансамбля «Хит-листа»
- Скотт Николс (Джесси Л. Мартин) — художественный руководитель театра, друг Джулии
- Марго (Никки Блонски) — ассистентка Джерри Рэнда
- Агнес (Дафна Рубин-Вега) — публицист Эйлин
- Блэйк (Дэниэл Эйблс) — член ансамбля «Хит-листа», бойфренд Кайла

### Приглашённые звёзды
- Ребекка Дювал (Ума Турман) — голливудская актриса, претендентка на роль Мэрилин
- Лайл Уэст (Ник Джонас) — популярный молодой актёр и певец, инвестор «Бомбы»
- Ли Конрой (Бернадетт Питерс) — мать Айви, бывшая актриса
- Вероника Мур (Дженнифер Хадсон) — бродвейская актриса и певица
- Терренс Фоллз (Шон Хейс) — комедийный актер кино и телевидения, пробующий силы на театральной сцене
- Патрик Диллон (Люк Макфарлейн) — актёр
- Райан Теддер (Райан Теддер) — продюсер, композитор, сделал номер с Карен, Дереком и Эйлин для мюзикла Мэрелин

## Эпизоды
| Сезон | Сезон | Эпизоды | Оригинальная дата показа | Оригинальная дата показа |
| Сезон | Сезон | Эпизоды | Премьера сезона          | Финал сезона             |
| ----- | ----- | ------- | ------------------------ | ------------------------ |
|       | 1     | 15      | 6 февраля 2012           | 14 мая 2012              |
|       | 2     | 17      | 5 февраля 2013           | 26 мая 2013              |

### Сезон 1 (2012)
| № общий | № в сезоне | Название                                         | Режиссёр             | Автор сценария                           | Дата премьеры   | Зрители в США (млн) |
| ------- | ---------- | ------------------------------------------------ | -------------------- | ---------------------------------------- | --------------- | ------------------- |
| 1       | 1          | «Pilot» «Пилот»                                  | Майкл Майер          | Телесценарий и телеистория: Тереза Ребек | 6 февраля 2012  | 11,44               |
| 2       | 2          | «Callbacks» «Обратные вызовы»                    | Майкл Майер          | Тереза Ребек                             | 13 февраля 2012 | 8,06                |
| 3       | 3          | «Enter Mr. DiMaggio» «Заходите, мистер ДиМаггио» | Майкл Майер          | Тереза Ребек                             | 20 февраля 2012 | 6,47                |
| 4       | 4          | «The Cost of Art» «Цена искусства»               | Майкл Моррис         | Дэвид Маршалл Грант                      | 27 февраля 2012 | 6,64                |
| 5       | 5          | «Let’s Be Bad» «Давай будем плохими»             | Джейми Бэббит        | Джули Роттенберг и Элиза Зурицки         | 5 марта 2012    | 7,76                |
| 6       | 6          | «Chemistry» «Химия»                              | Дэн Аттиас           | Жаклин Рейнголд                          | 12 марта 2012   | 7,04                |
| 7       | 7          | «The Workshop» «Мастер-класс»                    | Мими Ледер           | Джейсон Грот                             | 19 марта 2012   | 6,56                |
| 8       | 8          | «The Coup» «Переворот»                           | Пэрис Барклай        | Тереза Ребек                             | 26 марта 2012   | 6,14                |
| 9       | 9          | «Hell on Earth» «Ад на земле»                    | Пол МакГуган         | Скотт Бёркхардт                          | 2 апреля 2012   | 6,03                |
| 10      | 10         | «Understudy» «Замена»                            | Адам Бернштейн       | Джером Хэйрстон                          | 9 апреля 2012   | 5,99                |
| 11      | 11         | «The Movie Star» «Кинозвезда»                    | Триша Брок           | Джули Роттенберг и Элиза Зуритски        | 16 апреля 2012  | 5,95                |
| 12      | 12         | «Publicity» «Реклама»                            | Майкл Майер          | Тереза Ребек                             | 23 апреля 2012  | 6,01                |
| 13      | 13         | «Tech» «Техника»                                 | Роксанн Доусон       | Джейсон Грот и Лакшими Сундарам          | 30 апреля 2012  | 5,34                |
| 14      | 14         | «Previews» «Анонсы»                              | Роберт Данкан МакНил | Дэвид Маршалл Грант                      | 7 мая 2012      | 5,72                |
| 15      | 15         | «Bombshell» «Красотка»                           | Майкл Моррис         | Тереза Ребек                             | 14 мая 2012     | 5,96                |

### Сезон 2 (2013)
| № общий | № в сезоне | Название                                      | Режиссёр       | Автор сценария                      | Дата премьеры   | Зрители в США (млн) |
| ------- | ---------- | --------------------------------------------- | -------------- | ----------------------------------- | --------------- | ------------------- |
| 16      | 1          | «On Broadway» «На Бродвее»                    | Майкл Моррис   | Джошуа Сарафян                      | 5 февраля 2013  | 4,48                |
| 17      | 2          | «The Fallout» «Уход»                          | Крейг Зиск     | Джули Роттенберг и Элиза Зурицки    | 5 февраля 2013  | 4,45                |
| 18      | 3          | «The Dramaturg» «Драматург»                   | Ларри Шоу      | Брайан Голубофф                     | 19 февраля 2013 | 3,29                |
| 19      | 4          | «The Song» «Песня»                            | Майкл Моррис   | Батшеба Доран                       | 26 февраля 2013 | 3,04                |
| 20      | 5          | «The Read-Through» «Читка»                    | Дэвид Петрарка | Лиз Тучилло                         | 5 марта 2013    | 2,68                |
| 21      | 6          | «The Fringe» «Грань»                          | Дэн Лернер     | Джулия Броунелл                     | 12 марта 2013   | 2,0                 |
| 22      | 7          | «Musical Chairs» «Музыкальные стулья»         | Кейси Ничолау  | Бекки Мод                           | 19 марта 2013   | 2,66                |
| 23      | 8          | «The Bells and Whistles» «Колокола и свистки» | Крейг Зиск     | Ноэль Валдивия                      | 16 марта 2013   | 3,05                |
| 24      | 9          | «The Parents» «Родители»                      | Триша Брок     | Джордан Нардино                     | 2 апреля 2013   | 2,98                |
| 25      | 10         | «The Surprise Party» «Вечеринка-сюрприз»      | С.Дж. Кларксон | Джули Роттенберг и Элиза Зурицки    | 6 апреля 2013   | 1,88                |
| 26      | 11         | «The Dress Rehearsal» «Генеральная репетиция» | Мими Ледер     | Джулия Броунелл                     | 13 апреля 2013  | 1,80                |
| 27      | 12         | «Opening Night» «Ночь премьеры»               | Майкл Моррис   | Батшеба Доран и Ноэль Вальдивия     | 20 апреля 2013  | 1,91                |
| 28      | 13         | «The Producers» «Продюсеры»                   | Триша Брок     | Бекки Мод                           | 27 апреля 2013  | 1,89                |
| 29      | 14         | «The Phenomenon» «Феномен»                    | Роксанн Доусон | Джордан Нардино и Джошуа Сафран     | 4 мая 2013      | 2,28                |
| 30      | 15         | «The Transfer» «Трансфер»                     | Холли Дейл     | Джастин Бреннеман и Джулия Броунелл | 11 мая 2013     | 2,01                |
| 31      | 16         | «The Nominations» «Номинации»                 | Майкл Моррис   | Брайан Голубофф                     | 26 мая 2013     | 2,44                |
| 32      | 17         | «The Tonys» «Тони»                            | Майкл Моррис   | Джошуа Сафран                       | 26 мая 2013     | 2,44                |